# 马克·布朗
马克·斯蒂芬·布朗（英語：Mark Stephen Brown，1963年2月28日—），库克群岛政治家，现任库克群岛总理。布朗所属政党为库克群岛党，曾任库克群岛财政部长、副总理等职务。